# سينما نوفو
سينما نوفو (بالبرتغالية: Cinema Novo‏) حركة سينمائية بارزة ظهرت في البرازيل في ستينات القرن الماضي، وتهتم بطرح المشاكل الاجتماعية، ومناقشة القضايا الشائكة التي كانت دول أمريكا اللاتينية، وخاصة البرازيل غارقة فيها، كالبحث عن الهوية، والفقر، والبطالة، والعنف، والجريمة، والتخلف، كما أنها كانت تنادي بإنتاج الأفلام بأرخص التكاليف، من خلال التصوير في الأماكن الحقيقية للأحداث بدل التصوير في الاستوديوهات، أو استخدام الديكورات المكلفة، واستبدال النجوم بممثلين عاديين من سكان تلك الناطق الذي يجري فيها التصوير وتدور فيها الأحداث ممن لم يسبق لهم أن ظهروا أمام الكاميرا، واستخدام الكاميرا المحمولة الخفيفة، وتسجيل الصوت المصاحب للحدث بدل تسجيله في مرحلة لاحقة، وقد كانت أفلام هذه الحركة تعبر عن بحث دؤوب عن سينما خاصة بأمريكا اللاتينية.

## تاريخها
كان أول ظهور جلي لسينما نوفو كان عام 1962، عندما قدم المخرج البرازيلي غلاوبير روتشا فيلمه (بارافينتو)، إلا أنها لم تعرف على نطاق عالمي إلا عام 1964 عندما عرض في مهرجان كان السينمائي ثلاثة أفلام تمثل هذه السينما، وهي: (إله أسود وشيطان أبيض) للمخرج غلاوبير روتشا، و(حياة قاحلة) للمخرج نيلسون بيريرا دوس سانتوس، و(غانغا زومبا) للمخرج كارلوس دييغيس، وقد أصبحت هذه الأفلام الثلاثة علامات فارقة في تاريخ السينما العالمية، ويعتبر غلاوبير روتشا أحد أهم مؤسسي سينما نوفو والمنظر الرئيس لها، وأبرز مخرجيها عالمياً. وقد مرت سينما نوفو منذ نشأتها بثلاث مراحل مهمة هي:

### المرحلة الأولى
كانت منذ عام 1960 وحتى عام 1964، وكانت المواضيع الرئيسية تدور حول بؤس فلاحي شمال البرازيل، والجوع والعنف والتهميش الاقتصادي، وعدم المساوات وغياب العدالة، والفكر والميولات الدينية.

### المرحلة الثانية
بدأت المرحلة الثانية بعد الانقلاب العسكري البرازيلي عام 1964 الذي أدى الإطاحة بالرئيس المنتخب جواو غولار واستمرت هذه المرحلة حتى عام 1968، وكانت معظم الأفلام ذات مويل سياسية، مهاجمةً الدكتاتورية العسكرية والسياسية، وهزيمة اليسار والمثقفين، وفي هذه المرحلة غادر كثير من مخرجي سينما نوفو البرازيل أو تم نفيهم بسبب الظروف الصعبة تحت الحكم العسكري.

### المرحلة الثالثة
للحركة فبدأت منذ عام 1968 وحتى 1972، وفي هذه المرحلة زادت الأفلام وارتفع سعر الإنتاج وأصبح التمويل بالكامل أجنبياً، وفي نفس الوقت كان الضغط العسكري في أوجّه.

## جذورها
تأثرت سينما نوفو واستلهمت أفكارها من أهم حركتين سينمائيتين ظهرتا في أوروبا بعد الحرب العالمية الثانية هما الواقعية الإيطالية الجديدة، والموجة الفرنسية الجديدة، ففي بداية الخمسينيات كان العديد من رواد السينما في أمريكا اللاتينية قد درسوا في روما فتأثروا بمبادئ الواقعية الجديدة ونقلوا تأثرهم إلى أمريكا اللاتينية، وقد ورأوا مع غيرهم أن الواقعية الجديدة إلى جانب جمالياتها تمثل الأسلوب السينمائي الأنسب لظروفهم وظروف مجتمعاتهم. فعلى الرغم من أن أول ظهور لسينما نوفو كان عام 1962، إلا أن فيلم (ريو 40 درجة) للمخرج نيلسون بيريرا دوس سانتوس والذي قدمه عام 1955، كان أول فيلم يحمل ملامح هذه الحركة.